# Batalla de Patay
La Batalla de Patay  (18 de juny de 1429) va ser una de les batalles més importants de la guerra dels Cent Anys entre Anglaterra i França. Es tracta de l'enfrontament que va canviar en forma decisiva el curs de la guerra -que fins aquell moment afavoria als anglesos-, i, encara que sovint s'atribueix la victòria al geni militar de Joana d'Arc, la major part de l'acció es va desenvolupar a l'avantguarda i va acabar molt abans que el gruix de l'exèrcit francès (que ella comandava) arribés al camp de batalla.

## Context
La Batalla de Patay va ser el combat que va tancar la cèlebre Campanya del Loira, apogeu dels èxits militars de Joana d'Arc. Després d'alliberar Orleans, Joana es va dirigir a diversos punts fortificats anglesos que custodiaven dos ponts sobre el riu Loire, estratègicament essencials per als seus plans.
Després d'Orleans, Jargeau i Meung-sur-Loire, la Donzella havia derrotat el seu enemic a Beaugency. L'endemà es va dirigir a Patay, on va tenir lloc l'única batalla en camp obert de tota la seva campanya. L'èxit dels gals va ser tan espectacular i complet que el combat ha estat anomenat "el Azincourt francès", la qual cosa no deixa de tenir lògica, ja que els anglesos van pretendre implementar les mateixes tàctiques que en aquella batalla. Aquesta tècnica els havia donat resultat durant 83 anys de guerra, concretament des de la batalla de Crécy.

## Característiques i peculiaritats
La victòria francesa a Patay va ser tan decisiva i de conseqüències tan fonamentals com la del seu oponent en Azincourt. Si bé Orleans va demostrar que Joana d'Arc era capaç de derrotar els anglesos en un setge i Jargeau, Meung-sur-Loire i Beaugency havien estat batalles menors, Patay va permetre, per primera vegada en dècades, que els francesos poguessin aniquilar grans nombres dels competents i mortífers longbowmen, els temuts arquers anglesos armats amb arcs llargs. Aquests combatents havien estat la clau de totes les victòries angleses fins al moment.
Ningú utilitzava als arquers tan extensivament com Anglaterra. Encara que l'arma era efectiva, letal, barata de produir i de llegendari abast, el cost d'equipar als exèrcits amb longbowmen era inaccessible per a la majoria dels reis i senyors. El motiu era que un bon arquer necessitava mesos i anys d'entrenament constant, el que obligava a disposar de grans exèrcits no operatius, detinguts en territori propi, esperant pacientment fins que els arquers estiguessin en condicions de combatre. Gairebé ningú podia permetre aquest luxe.
Durant l'edat mitjana, els soldats combatien a temps compartit, dedicant part de l'any a treballar en els camps. Les campanyes militars acabaven -per acord tàcit i acceptat- just abans de la collita de tardor, perquè en cas contrari les guerres haguessin acabat abruptament per la fam de l'any següent. Per això, els únics soldats professionals d'aquest període eren els nobles i els arquers. Per descomptat, els primers no apreciaven als segons perquè no els consideraven dignes de considerar soldats per dret propi ni a cobrar pels seus serveis.
Les unitats d'arquers tenien dos debilitats: primer, lluitaven gairebé nus i sense armadures ni armes pesants. Per tant, eren gairebé incapaços de defensar-se, el que requeria, a la pràctica, milers d'estaques, fossats i altres obres defensives entre ells i l'enemic, així com gairebé un escuder per cada tirador, que s'interposava seu escut entre ell i l'enemic mentre l'arquer estava indefens recarregant. En segon lloc, les promocions de nous arquers arribaven al servei actiu amb molta lentitud a causa de la ja esmentada extensió del seu entrenament. En la pràctica del camp de batalla, això significava que cada arquer caigut representava una baixa irreemplaçable.

## Accions preliminars
Sir John Fastolf va partir de París immediatament després de l'aixecament del setge d'Orleans per Joana d'Arc. Comandava un exèrcit de reforç que pretenia enfrontar als francesos en circumstàncies que sabia avantatjoses, és a dir, en camp obert.
Al vespre del 17 de juny, els anglesos van intentar prendre la casella dels guàrdies del pont sobre el Loira que es trobava al sud de Meung-sur-Loire amb artilleria, però encara no ho havien aconseguit la matinada de l'endemà. Conscients que l'exèrcit francès es dirigia cap a ells, Talbot i Fastolf van decidir retirar-se cap Janville, per pena de ser sorpresos per una força enemiga que els sobrepassava en homes i en nombre de canons. A més, a les 8 del matí van rebre la notícia que Joana d'Arc havia aconseguit prendre Beaugency el dia anterior.
A penes es van assabentar que els anglesos havien abandonat Meung-sur-Loire, es va suscitar un intens debat entre els líders francesos sobre el que corresponia fer. Es va imposar l'opinió de Joana d'Arc, que va insistir a picar esperons per apressar-se, arribar als anglesos i enfrontar-abans que trobareu un camp de batalla al seu gust. Va posar els genets a l'avantguarda, va designar a Étienne de Vignolles ja Xantrailles al seu comandament, i els va donar instruccions de perseguir Fastolf.
El cos principal dels francesos estava sota el comandament del duc de França i Jean de Dunois, mentre que Joana i Artur III de Bretanya enviaven la rereguarda. Gairebé al migdia, l'avantguarda francesa va passar pel poble de Sant Segimon i es va estacionar uns 6 km al sud del lloc on estaven els anglesos, però cap dels bàndols sabia exactament on era el seu enemic.
El dia anterior a l'arribada Fastolf, els francesos, en diverses accions llampec, havien capturat tres ponts i acceptat la rendició anglesa a Beaugency. Coneixent les intencions del comandant anglès, els francesos van enviar exploradors avançats per tot el contorn, en l'esperança de descobrir la ubicació de l'enemic abans que estiguessin preparats i ubicats adequadament en un terreny convenient per a ells.
L'exèrcit de refresc es va trobar amb els supervivents de les batalles anteriors en Meung-sur-Loire, on els francesos havien capturat el pont però havien menyspreat prendre la ciutat i el castell que dominava a tots dos. Els defensors vençuts a Beaugency, en la seva retirada, es van unir a Fastolf en el mateix lloc.
Perfectament convençut que si aconseguia lluitar a la plana la victòria seria seva, Fastolf va prendre posicions en un lloc que va creure convenient. Es desconeix la localització exacta del camp de batalla, però se sap que estava molt a prop del llogaret de Patay.
Allà, els comandants Fastolf, el comte de Shrewsbury Joan Talbot, Tomàs de Montagu i Sir Tomàs Scales van començar a fer els preparatius acostumats: van enviar aixecar les palissades d'estaques punxegudes inclinades i cavar les fosses per protegir els seus arquers, dels quals va ubicar 500 en aquest lloc. La utilitat d'aquestes defenses era que podien rebutjar fàcilment una càrrega de cavalleria pesant i que s'aturaven a la infanteria el temps suficient perquè els arquers s'acarnissessin en ella, executant espantoses massacres. Després dels arquers i sobre un promontori, Fastolf va col·locar al gruix de les seves forces.
No obstant això, mentre les estaques estaven encara en construcció, una cosa va fallar en el pla anglès: tot just els francesos van travessar St Peravy, un cérvol va aparèixer al camp, després de les línies dels arquers, corrent cap al nord, molt a prop de la rereguarda anglesa. Els longbowmen van llançar un crit perquè els seus companys caçaran l'animal, i d'aquesta manera alertar els exploradors francesos de la seva posició, abans que les seves defenses estiguessin completes. Els observadors van enviar immediatament emissaris a la rereguarda, denunciant a Joana la ubicació exacta de l'enemic. Al mateix temps, els anglesos es van assabentar de la presència dels francesos.

## El combat

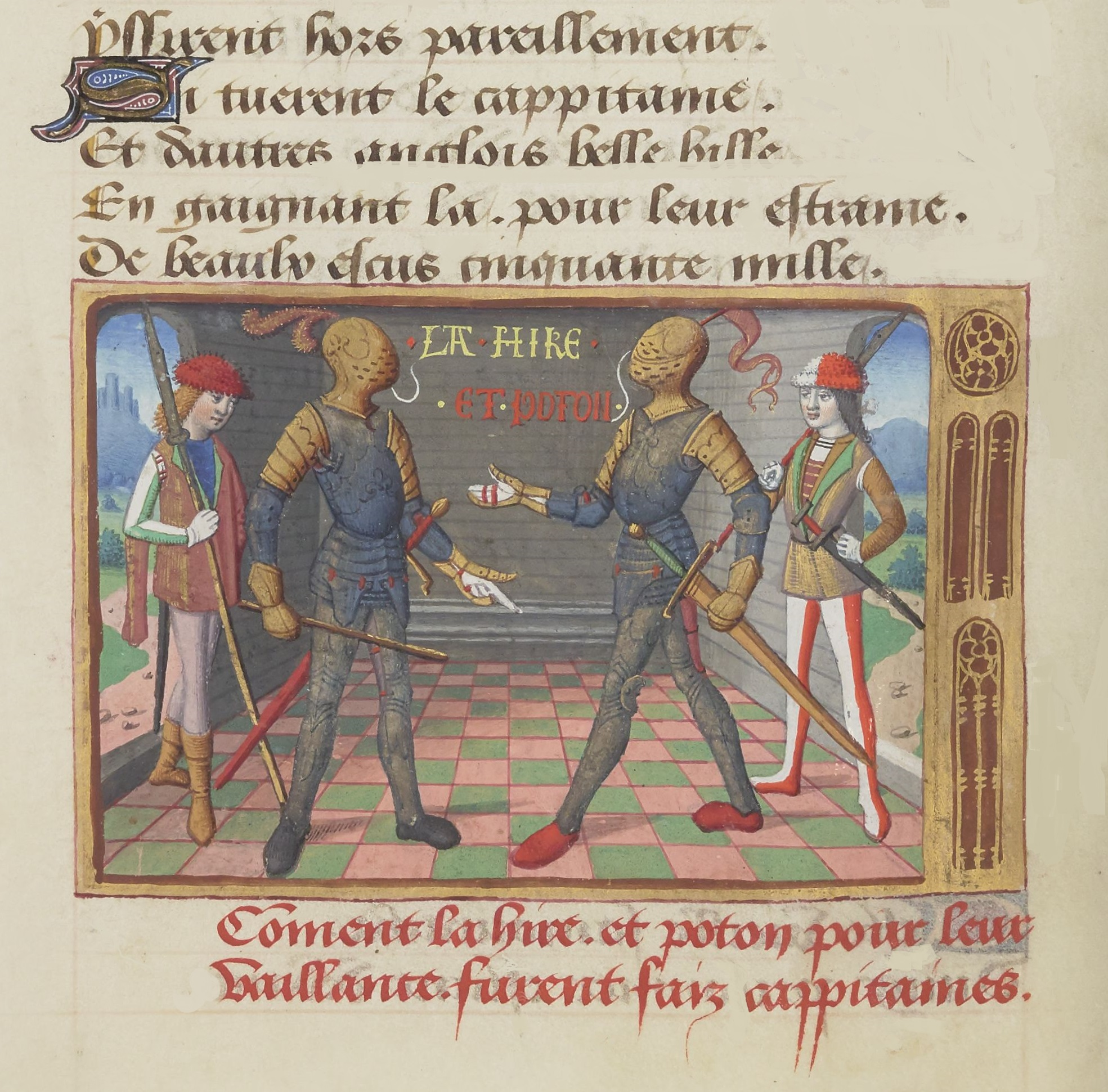
Étienne de Vignolles (La Hire) i Xantrailles, comandants de l'exèrcit francès (manuscrit miniat del segle XV).

A les 14 hores i havent detectat les posicions angleses, Étienne de Vignolles (La Hire) i Xantrailles, comandants francesos, van enviar 1.500 homes de la seva avantguarda a l'atac. L'assalt, que va seguir la vora d'un cingle al sud del camí que venia de Patay i va xocar contra els flancs dels arquers anglesos, immediatament es va convertir en una matança: els francesos van passar sobre les estaques a mig posar i obligar els genets anglesos a fugir davant la càrrega de la cavalleria francesa. La il·lustració que encapçala aquest article conté, per tant, un error històric, ja que en Patay els cavallers anglesos no van arribar a combatre.
Després de l'atac de l'avantguarda va venir el cos principal francès que, en menys d'una hora, va deixar el camp anglès cobert de morts i ferits.
La infanteria anglesa, composta en la seva major part pels prestigiosos longbowmen va ser enderrocada i dispersada. Per primera vegada, en conseqüència, la tàctica francesa de grans atacs frontals de la cavalleria va resultar ser reeixida, destrossant les forces enemigues.
Tant Talbot com Shrewsbury van caure presoners amb molts altres nobles anglesos. No obstant això, Fastolf va aconseguir escapar amb una petita guarnició, pel que va ser acusat de covardia i va caure en el major descrèdit, a tal punt que Joan, duc de Bedford, el va culpar per la derrota i li va treure el seu rang de cavaller. D'aquesta immerescuda manera el general anglès va passar a constituir el model del personatge de l'òpera Falstaff de Verdi, que al seu torn el va prendre de Les alegres comares de Windsor de William Shakespeare.

## Conseqüències
Com a acció final de la campanya francesa sobre les riberes del Loira, Patay va deixar l'exèrcit anglès desproveït dels seus dos subministraments més importants i decisius: comandants i arquers. En conseqüència, i fora de perill ja definitivament d'ells, els francesos van marxar al nord cap a Reims per donar suport a la coronació de Carles VII de França, el que va acabar amb la disputa per la successió del tron francès.
Derrotats els anglesos, es van veure forçats a tornar a aliar-se i a treballar junts de nou-encara que curt temps-amb els borgonyons, donant suport a Antoni de Vaudémont en la seva pretensió al ducat de Lorena i derrotant Renat I d'Anjou a la batalla de Bulgnéville.